# Episodi di To Rome with Love (prima stagione)
La prima stagione della serie televisiva To Rome with Love è stata trasmessa in anteprima negli Stati Uniti d'America dalla CBS tra il 28 settembre 1969 e il 17 maggio 1970.
| nº | Titolo originale            | Titolo italiano | Prima TV USA      | Prima TV Italia |
| -- | --------------------------- | --------------- | ----------------- | --------------- |
| 1  | Pilot                       |                 | 28 settembre 1969 |                 |
| 2  | Hello, Aunt Harriet         |                 | 5 ottobre 1969    |                 |
| 3  | The Roman from Iowa         |                 | 12 ottobre 1969   |                 |
| 4  | Goodbye Aunt Harriet        |                 | 19 ottobre 1969   |                 |
| 5  | The Telephone               |                 | 2 novembre 1969   |                 |
| 6  | We Want to Go Home          |                 | 9 novembre 1969   |                 |
| 7  | A Palazzo Is Not a Home     |                 | 16 novembre 1969  |                 |
| 8  | The Long Road Home          |                 | 23 novembre 1969  |                 |
| 9  | A Secret Day                |                 | 30 novembre 1969  |                 |
| 10 | An Affair of Honor          |                 | 14 dicembre 1969  |                 |
| 11 | And One More Spring         |                 | 28 dicembre 1969  |                 |
| 12 | Anything Can Happen in Rome |                 | 4 gennaio 1970    |                 |
| 13 | A Gown for Alison           |                 | 11 gennaio 1970   |                 |
| 14 | One Coin in the Fountain    |                 | 18 gennaio 1970   |                 |
| 15 | To Go Home Again            |                 | 25 gennaio 1970   |                 |
| 16 | The Pied Piper of Rome      |                 | 1º febbraio 1970  |                 |
| 17 | My Daughter Penny           |                 | 8 febbraio 1970   |                 |
| 18 | Beautiful People            |                 | 1º marzo 1970     |                 |
| 19 | Birds, Bees and Romans      |                 | 8 marzo 1970      |                 |
| 20 | The Pretty Little Girl      |                 | 15 marzo 1970     |                 |
| 21 | Father's Choice             |                 | 29 marzo 1970     |                 |
| 22 | A Friend for Penny          |                 | 5 aprile 1970     |                 |
| 23 | Spring Vacation             |                 | 26 aprile 1970    |                 |
| 24 | West of Rome                |                 | 3 maggio 1970     |                 |
| 25 | Our Friend Gino             |                 | 10 maggio 1970    |                 |
| 26 | We Remember Mama            |                 | 17 maggio 1970    |                 |